# Sdružení obcí Úhlava
Sdružení obcí Úhlava je svazek obcí v okresu Domažlice a okresu Klatovy, jeho sídlem je Nýrsko a jeho cílem je usnadnění vzájemné spolupráce při řešení problémů týkajících se vybavenosti technickou a dopravní infrastrukturou, optimálního využití stávajících zdrojů a řešení nedostatku pracovních příležitostí a rozvoje cestovního ruchu. Sdružuje celkem 7 obcí a byl založen v roce 1999.

## Obce sdružené v mikroregionu
- Dešenice
- Hamry
- Chudenín
- Nýrsko
- Strážov
- Janovice
- Všeruby